# Nikolai Rogdaev
Nikolai Ignatievich Rogdaev (Shilkino, Klinsky Uyezd, Moscou, 1880 - Tasquente, 1934) foi um liderança do movimento anarquista Russo.

## Biografia
De origem Tcheca ele participou do movimento revolucionário a partir do final da década de 1890, inicialmente se aproximando do Partido Socialista-Revolucionário. Em 1902 ele emigrou para o exterior, onde se tornou anarquista, juntando-se a algumas das primeiras organizações anarquistas russas no exterior. Em 1905-1907 ele foi um dos organizadores de grupos anarco-comunistas em Kiev e Yekaterinoslav. Em 1907 participou do Congresso Anarquista Internacional de Amsterdã, onde fez reportagens sobre o movimento anarquista e sindicalista na Rússia. A partir de julho de 1908, ele foi editor-chefe do jornal sócio-político Burevestnik, o órgão central do homônimo Grupo Anarquista Comunista de Genebra. Tornou-se a maior publicação anarquista do Império Russo durante os anos 1900, com uma tiragem de até 5 mil exemplares. No início dos anos 1910, Rogdaev se opôs ao "anarco-misticismo" de Apollon Karelin. Foi Rogdaev quem introduziu em circulação a expressão “karelinismo”, que significava uma combinação de métodos conspiratórios e rituais místicos.
Em 1914, Rogdaev foi vítima de uma provocação por Zakhar Vyrovy, um ex-membro da Duma que colaborava com a polícia. Vladimir Burtsev, caçador de informantes da polícia, recebeu informações sobre uma provocação entre os anarquistas. No entanto, como resultado de alguns movimentos táticos, Vyrovy dissolveu um grupo de anarquistas comunistas que começaram a suspeitar que estavam traindo uns aos outros. Como resultado, a suspeita caiu não sobre Vyrovy, mas sobre Rogdaev. Nesta ocasião, o Ministro das Relações Exteriores, Alexander Krasilnikov, relatou com satisfação ao Departamento de Polícia: “O caso Rogdaev levou ao fato de que a existência da federação parisiense co-organizada de anarco-comunistas pode ser considerada completa”. Logo após o caso Rogdaev, Vyrova deixou este grupo de anarquistas.
Em 1917, Rogdaev retornou à Rússia, era um defensor da cooperação com os bolcheviques e estava envolvido no trabalho de propaganda, supervisionando a propaganda soviética no Turquestão. Desde 1923 ele foi funcionário do Museu Peter Kropotkin em Moscou. Durante o conflito com os anarco-místicos dentro do Comitê Público Russo para a perpetuação da memória de Peter Kropotkin, Rogdaev apoiou Alexei Borovoi. Em 1927, junto com Borovoi e outros anarquistas conhecidos (entre eles Alexander Atabekian, Nikolai Lebedev, Vladimir Barmash, German Askarov e Lydia Gogelia), aparentemente com a aprovação do Soviete de Moscou, Rogdaev protestou publicamente contra a execução de Sacco e Vanzetti.
Na primavera e no verão de 1929, Rogdaev e outros apoiadores de Borovoi em Moscou foram presos pelo Diretório Político Unificado do Estado. Em 1930, ele foi condenado a 3 anos de isolamento político pelo Collegium da DPUE sob a acusação de retomar atividades anarquistas, laços com a "anarco-emigração" e agitação anti-soviética. Ele cumpriu seu mandato no Suzdal. Em seguida, ele foi exilado para Tashkent, onde sofreu uma hemorragia cerebral e caiu na rua. Ele morreu, por coincidência, na Via Sacco e Vanzetti.